# Divizia A 1957-1958
Sezonul 1957-1958 al Diviziei A a fost cea de-a 40-a ediție a Campionatului de Fotbal al României, și a 20-a de la introducerea sistemului divizionar. A început pe 17 august 1957 și s-a terminat pe 3 iulie 1958. În acest sezon s-a revenit la sistemul toamnă-primăvară. Petrolul Ploiești a devenit campioană pentru a doua oară în istoria sa, devenind primul și, până în prezent, singurul club din România care reușește să câștige titlul și în perioada postbelică, după ce a făcut-o prima oară în perioada interbelică, în 1930.

## Clasament
| Loc | Echipă                  | Pct. | MJ | V  | E | Î  | GM | GP | GA    | Calificare sau retrogradare                |
| --- | ----------------------- | ---- | -- | -- | - | -- | -- | -- | ----- | ------------------------------------------ |
| 1.  | Petrolul Ploiești (C)   | 27   | 22 | 12 | 3 | 7  | 36 | 22 | 1,636 | Cupa Campionilor 1958-59 Runda preliminară |
| 2.  | CCA București           | 27   | 22 | 11 | 5 | 6  | 41 | 27 | 1,519 |                                            |
| 3.  | Politehnica Timișoara   | 27   | 22 | 11 | 5 | 6  | 49 | 38 | 1,289 |                                            |
| 4.  | Progresul București     | 26   | 22 | 13 | 0 | 9  | 55 | 31 | 1,774 |                                            |
| 5.  | Jiul Petroșani          | 26   | 22 | 11 | 4 | 7  | 27 | 19 | 1,421 |                                            |
| 6.  | Dinamo                  | 24   | 22 | 10 | 4 | 8  | 33 | 26 | 1,269 |                                            |
| 7.  | Steagul Roșu Or. Stalin | 23   | 22 | 9  | 5 | 8  | 37 | 33 | 1,121 |                                            |
| 8.  | Locomotiva București    | 22   | 22 | 9  | 4 | 9  | 25 | 25 | 1,000 |                                            |
| 9.  | Unirea Tricolor (X)     | 20   | 22 | 9  | 2 | 11 | 34 | 41 | 0,829 | Exclusă                                    |
| 10. | UTA Arad                | 20   | 22 | 7  | 6 | 9  | 30 | 47 | 0,638 |                                            |
| 11. | CS Târgu Mureș (R)      | 17   | 22 | 7  | 3 | 12 | 23 | 42 | 0,548 | Retrogradare în Divizia B 1958-1959        |
| 12. | CA Oradea (R)           | 5    | 22 | 1  | 3 | 18 | 16 | 55 | 0,291 | Retrogradare în Divizia B 1958-1959        |

| Câștigătorii Diviziei A, ediția 1957/1958 |
| ----------------------------------------- |
| Petrolul Ploiești Primul Titlu            |

## Rezultate
| Oaspeți ► Gazde ▼                          | CCA | DIN | CLU | RTM | LBU | MIP | PET | PRO | ORA | STG | UTA | ȘTI |
| ------------------------------------------ | --- | --- | --- | --- | --- | --- | --- | --- | --- | --- | --- | --- |
| CCA București                              | —   | 2–0 | 6–0 | 3–0 | 1–3 | 3–1 | 3–0 | 3–1 | 3–1 | 2–2 | 1–1 | 1–4 |
| Dinamo București                           | 3–2 | —   | 0–1 | 1–0 | 0–1 | 0–1 | 0–1 | 2–1 | 3–0 | 1–1 | 0–1 | 2–6 |
| Dinamo Cluj                                | 1–2 | 0–1 | —   | 4–0 | 2–1 | 2–1 | 1–2 | 1–2 | 3–0 | 4–3 | 7–1 | 1–4 |
| Energia Recolta Tîrgu Mureș                | 1–1 | 2–0 | 3–1 | —   | 1–0 | 1–0 | 1–1 | 1–2 | 1–1 | 0–3 | 3–2 | 2–1 |
| Locomotiva București                       | 0–0 | 0–4 | 1–1 | 2–0 | —   | 1–0 | 0–0 | 0–2 | 1–0 | 3–4 | 2–0 | 2–0 |
| Minerul Petroșani                          | 0–2 | 0–1 | 4–0 | 2–0 | 1–0 | —   | 1–0 | 1–0 | 1–0 | 3–0 | 0–0 | 2–1 |
| Petrolul Ploiești                          | 1–0 | 0–0 | 2–1 | 5–1 | 0–2 | 0–1 | —   | 2–1 | 3–1 | 0–1 | 6–2 | 2–0 |
| Progresul București                        | 1–2 | 5–3 | 2–3 | 1–0 | 2–1 | 3–2 | 4–5 | —   | 6–0 | 2–0 | 7–0 | 7–0 |
| Progresul Oradea                           | 0–3 | 0–3 | 0–1 | 2–3 | 1–2 | 1–1 | 1–0 | 1–3 | —   | 1–2 | 1–3 | 2–2 |
| Steagul Roșu Orașul Stalin                 | 3–0 | 1–4 | 0–0 | 1–2 | 2–2 | 0–0 | 0–3 | 3–1 | 5–0 | —   | 2–0 | 0–1 |
| Uzinele Arad                               | 1–1 | 1–1 | 3–0 | 2–1 | 2–1 | 2–3 | 0–3 | 0–2 | 2–0 | 2–1 | —   | 3–3 |
| Știința Timișoara                          | 3–0 | 2–2 | 3–0 | 5–2 | 2–0 | 2–2 | 1–0 | 1–0 | 4–3 | 2–3 | 2–2 | —   |
| Câștigă gazdele; Remiză; Câștigă oaspeții. |     |     |     |     |     |     |     |     |     |     |     |     |

## Legături externe
- labtof.ro Divizia A 1957-58 Arhivat în 10 iunie 2015, la Wayback Machine.
- romaniansoccer.ro Divizia A 1957-58